# 神戸・清盛隊
神戸・清盛隊は、神戸市を中心に活動するおもてなし武将隊。CDを発売しており、定期的にライブも行う。

## 概要
大河ドラマ「平清盛」放映にあわせた神戸市観光キャンペーン「KOBE de 清盛 2012」のPRキャラバン隊として結成された。2013年1月に活動を一時休止したがファンの声に応える形で同年4月1日に復活を宣言し5月3日に復活、「平安時代より呼び起こされスマホ型タイムマシンで平成に『やって来た』」というコンセプトの下、平家の歴史と生き様、想いをテーマとした歌・殺陣・語りを融合させた「演舞」を披露している。
神戸市内での定期演舞を主とし、神戸市内外でのイベントへの出演、CD発売・インストアライブなどを行っている。2016年4月27日に発売された「桜歌(はなうた)～YAMATO～」は、オリコンインディーズ週間ランキング8位、週間CDシングルランキング93位獲得。
2018年、平清盛生誕900年の記念年に「平清盛900歳祭」を開催。のべ動員数10,000人。
2021年9月29日　清盛隊10周年記念ライブ開催。

「神戸・清盛隊10周年記念プロジェクト」として、2022年4月14日～17 記念演舞(関西)、2022年5月13日～15日　記念演舞(東京)、2022年6月19日　Special Live　開催
2022年9月末で定期的な活動の休止を発表。10月以降は緩やかに活動。

## 来歴
2011年9月29日　神戸市役所にてお披露目
2012年1月21日　平清盛をテーマとした「ドラマ館」「歴史館」のオープンにともない、「歴史館」で演舞とおもてなしを行う。
2012年4月28日　デビューCD「雅華・Gakka・平安～平成に咲き誇れ～」発売
2013年1月14日　歴史館ファイナル演舞をもって、活動を一時休止。
2013年4月1日　エイプリルフール　活動再開を告知
2013年5月3日　神戸・清盛隊復活の儀『甦(IKIRU)・未来へ』（ジーベックホール）
2013年9月29日　2周年祭（能福寺）
2014年9月26日　3周年記念演舞「甦・最期の瞬間」（神戸文化ホール）
2015年9月11日～13日　4周年記念演舞「最期の瞬間〜六人の平家物語〜」（HEPホール）
2016年3月29日　清盛隊チキンジョージスペシャル
2016年4月27日　CD「桜歌(はなうた)～yamato～」全国流通にて発売、発売記念インストアライブ開催
2016年9月29日　神戸・清盛隊5周年記念 abema TV FRESH「清盛隊チャンネル」放送
2017年04月14日　CD「光 ～from my beloved home～」c/w「くまもとしっとぉ！？～熊本地震・熊本城復興チャリティーソング～」発売　オリコン週間CDシングルランキング107位獲得
2017年9月13日　CD「雅華・Gakka・平安～平成に咲き誇れ～」リメイク盤発売
2018年7月25日　CD「Peace ～Launching from “Our KOBE”～ 」c/w「GOOD!KOBE!!」発売
2018年7月26日　新曲リリース記念ライブ「僕らはPeace」（チキンジョージ）
2018年9月9日　神戸市兵庫区にて「平清盛900歳祭」開催
2018年9月29日　神戸・清盛隊7周年記念ライブ（ラピスホール）
2018年11月18日　神戸マラソン　フレンドシップランナーとして平重盛、GIONが完走
2019年9月4日　CDアルバム「全楽集」発売
2019年9月29日　神戸市兵庫区にてクラウドファンディングも利用し「兵庫津武将祭～平清盛901歳祭～」開催 
2020年5月3日　ツイキャスプレミア配信　清盛隊バラエティ「平家の休日」開始
2020年9月27日　神戸市兵庫区にて「2020兵庫運河祭・兵庫津武将祭～平清盛902歳祭～」開催
2021年4月12日　Youtube番組【清盛隊と学ぼう！平家物語】開始
2021年9月29日　清盛隊10周年記念ライブ開催。新曲「NEGAI」発表。
2021年11月3日　神戸市兵庫区にて「2021兵庫運河祭・兵庫津武将祭～平清盛903歳祭～」開催
2022年4月14日～17　神戸・清盛隊10周年記念「平家物語・颯　寿永4年のスワロウテイル」（ABCホール）
2022年5月13日～15日　神戸・清盛隊10周年記念「平家物語・颯　寿永4年のスワロウテイル」（六行会ホール）
2022年6月19日　神戸・清盛隊10周年記念スペシャルライブ「平家、Hatchでやるってよ。たまにはワシらに驕らせろ！」（なんばHatch）
2022年8月24日　CD「サネカズラ」c/w「Shinefull」発売

## メンバー
平清盛を中心に、嫡男・重盛、三男・宗盛、四男・知盛、五男・重衡、甥・敦盛、謎の人物・GIONの7人。

### 平清盛（たいらのきよもり）
平家、神戸・清盛隊の棟梁。衣の色は「赤」。

頼れる存在でまとめ役だが、たまにお客さんを斬首しようとするおちゃめな一面を持つ。

口上『福原こそが我が都。平家、そして神戸・清盛隊、棟梁、我こそが平 清盛！』

掛け声「棟梁（とうりょう）」

### 平重盛（たいらのしげもり）
清盛の嫡男。衣の色は「黄」。

まじめな性格でメンバーを叱る役。殺陣に定評がある。

口上『棟梁の補佐役、平 清盛が嫡男、平 重盛で御座います！』

掛け声「嫡男（ちゃくなん）」

### 平宗盛（たいらのむねもり）
清盛の三男。衣の色は「青」。

イケメン担当。モデルのような風貌。
女性好き。

口上『愛を貫く平家の武将、神戸・清盛隊イケメン担当、平 宗盛なり！』

掛け声「イケメン」

### 平知盛（たいらのとももり）
清盛の四男。衣の色は「黒」。

日焼けした肌と笑顔が人気。鼓やカホンを使う。特技の書道を披露することもある。

口上『音曲、鼓をこよなく愛する、平 知盛に御座いまする！』

掛け声「知様（ともさま）」

### 平重衡（たいらのしげひら）
清盛の五男。衣の色は「紫」。

薙刀を振り回す偉丈夫。料理が得意で、子ども好き。

口上『華麗な薙刀捌きが自慢の、平 重衡なるぞ～！！』

掛け声「衡様（ひらさま）」

### 平敦盛（たいらのあつもり）
清盛の甥。衣の色は「緑」。

小柄で、清盛のいじられ役。平成の世では横笛よりもギターが得意。

口上『須磨の浦にはひとかたならぬ想いを馳せる、平 敦盛に御座いまする！』

掛け声「敦様（あつさま）」

### GION（ぎおん）
謎の人物。衣の色は「白」。

年齢不詳、性別不明。平家を翻弄する。清盛隊グッズのイラスト担当。

口上『平安と平成を自由に行き来する我が名はGION!』

掛け声「GIONちゃん（ぎおんちゃん）」

### 派生ユニット
- 雅組（清盛、宗盛、知盛、GION）
- 華組（重盛、重衡、敦盛）
- 上3（清盛、重盛、宗盛）
- レジェンド・オブ4（知盛、重衡、敦盛、GION）
- 福原セント・カント（清盛、宗盛）
- 四五男（知盛、重衡）
- プッチ盛（敦盛、GION）
- お兄ちゃんズ（重盛、宗盛）
- 一ノ谷組（宗盛、知盛、重衡）
- 烏帽子〜ズ（清盛、GION）

雅組、華組は公式ユニットで、それぞれのバージョンの楽曲もある。

## 楽曲
作曲：はじん、作詞：Sallyのコンビによる楽曲が多い。

CD発売のほか、iTunes、レコチョク、Amazon、LINE MUSICでのダウンロード販売も開始。
- 雅華・Gakka・平安～平成に咲き誇れ～
- YO・A・KE〜
- 咲顔〜君に出逢えた奇跡〜
- 想(OMOI)〜僕を呼ぶ声〜
- 甦(IKIRU)・時空を超えて
- 最期の瞬間～栄光の彼方へ〜
- 桜歌(はなうた)～yamato～
- 光 ～From my beloved home～
- くまもとしっとぉ!?
- ハグパク
- Peace ～Launching from “Our KOBE”
- GOOD!KOBE!!
- 願 NEGAI
- Link
- Ready
- Shine full
- 旗彩〜hatairo〜
- サネカズラ

## 出陣場所
- 北野工房のまち　（中央区・定期演舞）
- 岡方倶楽部　（兵庫区・トークイベント）
- AgehaBase　（清盛隊プロデュースのバー・イベント）
- 万葉倶楽部　（不定期）
- 平清盛・歴史館　※終了

## 地域での活動
- 神戸市　世界結核デー啓発活動　動画・ポスター出演[12]
- イオンモール神戸南　時報やイベント案内などの館内アナウンスを担当
- 兵庫区　Youtube「5分でわかる！ボランティア入門講座」出演[13]
- 神戸市　Youtube 兵庫区南部『兵庫津』PR動画出演[14]